# Odonatoptera (classification phylogénétique)
Pour le super-ordre, voir Odonatoptera.
 (septembre 2018).
- Si vous ne connaissez pas le sujet, laissez ce bandeau (vous pouvez alors contacter les auteurs).
- Si vous supprimez le contenu mis en cause (vous pouvez préalablement contacter les auteurs),

argumentez précisément cette suppression dans la page de discussion
(un manque de référence n'est pas un argument ; une recherche réelle de référence doit avoir été effectuée, être formellement documentée).
Cette page a pour objet de présenter un arbre phylogénétique des Odonatoptera (Odonatoptères), c'est-à-dire un cladogramme mettant en lumière les relations de parenté existant entre leurs différents groupes (ou taxa), telles que les dernières analyses reconnues les proposent. Ce n'est qu'une possibilité, et les principaux débats qui subsistent au sein de la communauté scientifique sont brièvement présentés ci-dessous, avant la bibliographie.

## Arbre phylogénétique
Le cladogramme présenté ici ne possède qu'une valeur indicative. Il n'est pas forcément consensuel, et on peut toujours se référer à la bibliographie au bas de l'article.
Le symbole ▲ renvoie à la partie immédiatement supérieure de l'arbre phylogénétique du vivant. Le signe ► renvoie à la classification phylogénétique du groupe considéré. Tout nœud de l'arbre portant plus de deux branches montre une indétermination de la phylogénie interne du groupe considéré.
Les habitudes typographiques des botanistes et des zoologistes sont différentes. Ici, par commodité de lecture, et certains groupes actuels relevant des deux domaines traditionnels, les noms de taxons supérieurs au genre sont tous écrits en caractères droits, les noms de genres ou d'espèces en italiques.
À la suite d'un taxon, sa période d'apparition, quand elle est connue, peut être indiquée suivant la légende suivante :
(Plé) : Pléistocène ; (Pli) : Pliocène ; (Mio) : Miocène ; (Oli) : Oligocène ; (Éoc) : Éocène ; (Pal) : Paléocène ; (Cré) : Crétacé ; (Jur) : Jurassique ; (Tri) : Trias ; (Per) : Permien ; (Car) : Carbonifère ; (Dév) : Dévonien ; (Sil) : Silurien ; (Ord) : Ordovicien ; (Camb) : Cambrien ; (Edi) : Édiacarien. Pour plus de précision si possible, (-) : inférieur ; (~) : moyen ; (+) : supérieur.

```
▲

└─o 
Odonatoptera

  └─o 
Neodonatoptera

    └─o 
Euodonatoptera

      ├─o 
Meganisoptera
 (éteint)
      └─o 
Odonatoclada
 ou 
Odonata
 
s.l.

        └─o 
Nodialata

          ├─o 
Protanisoptera
 (éteint)
          └─o 
Discoidalia

            ├─o 
Triadophlebioptera
 (éteint)
            └─o 
Stigmoptera

              ├─o 
Protozygoptera
 (éteint)
              └─o 
Panodonata

                └─o 
Euodonata
 ou 
Odonata
 
s.s.

                  ├─o 
Zygoptera

                  │ ├─o 
Caloptera

                  │ └─o 
Euzygoptera

                  │   ├─o 
Lestomorpha

                  │   └─o 
Coenagrionomorpha

                  └─o 
Epiproctophora

                    ├─o 
Isophlebioptera
 (éteint)
                    └─o 
Euepiproctophora

                      ├─o 
Anisozygoptera

                      └─o 
Anisopteromorpha

                        └─o 
Trigonoptera

                          └─o 
Anisoptera

                            └─o 
Euanisoptera

                              ├─o 
Aeshnoptera

                              └─o 
Exophytica

                                ├─o 
Gomphides

                                └─o 
Cavilabiata

                                  └─o 
Libellulida
```

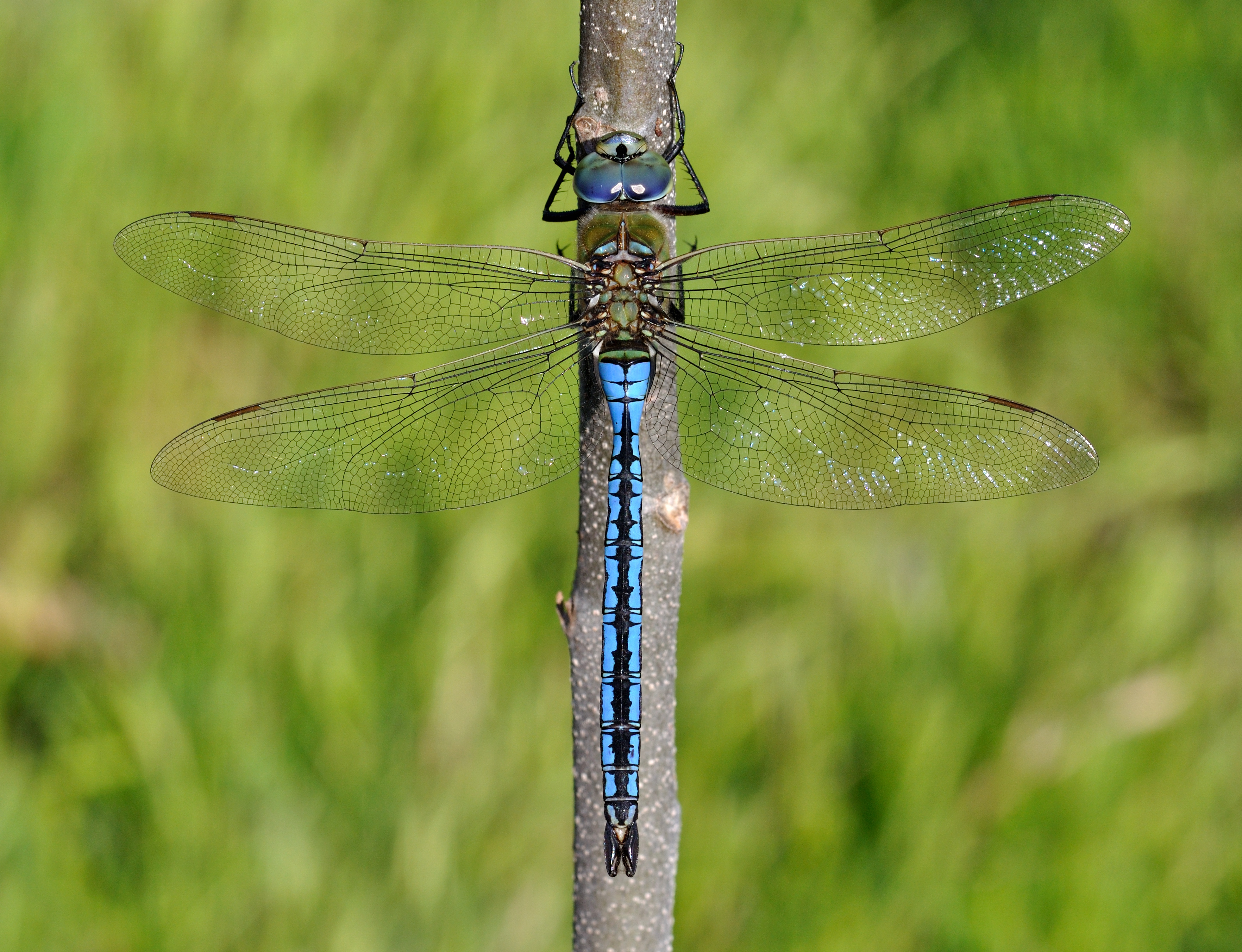
Anax imperator (Aeshnoidea)
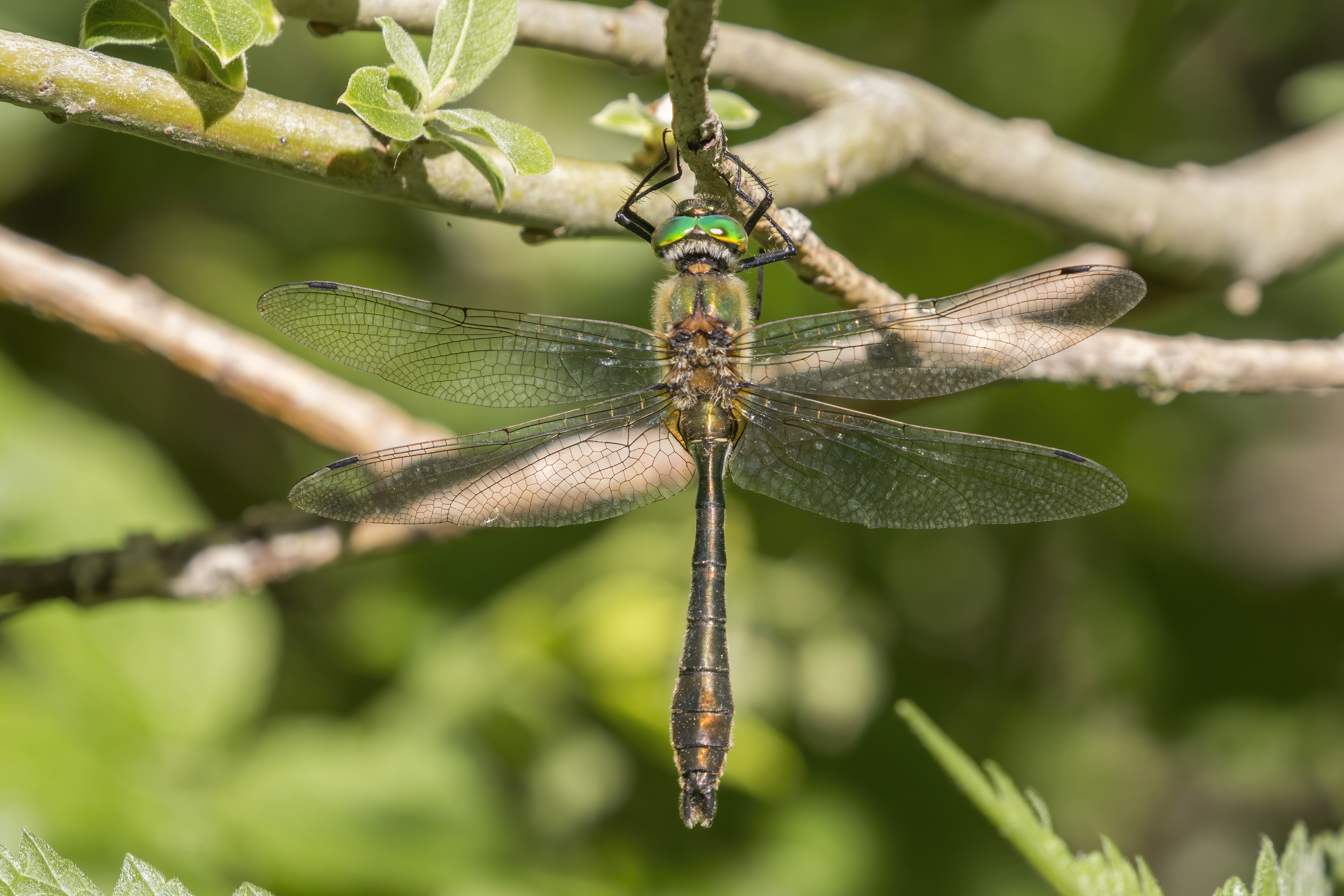
Cordulia aenea (Cordulegastroidea)
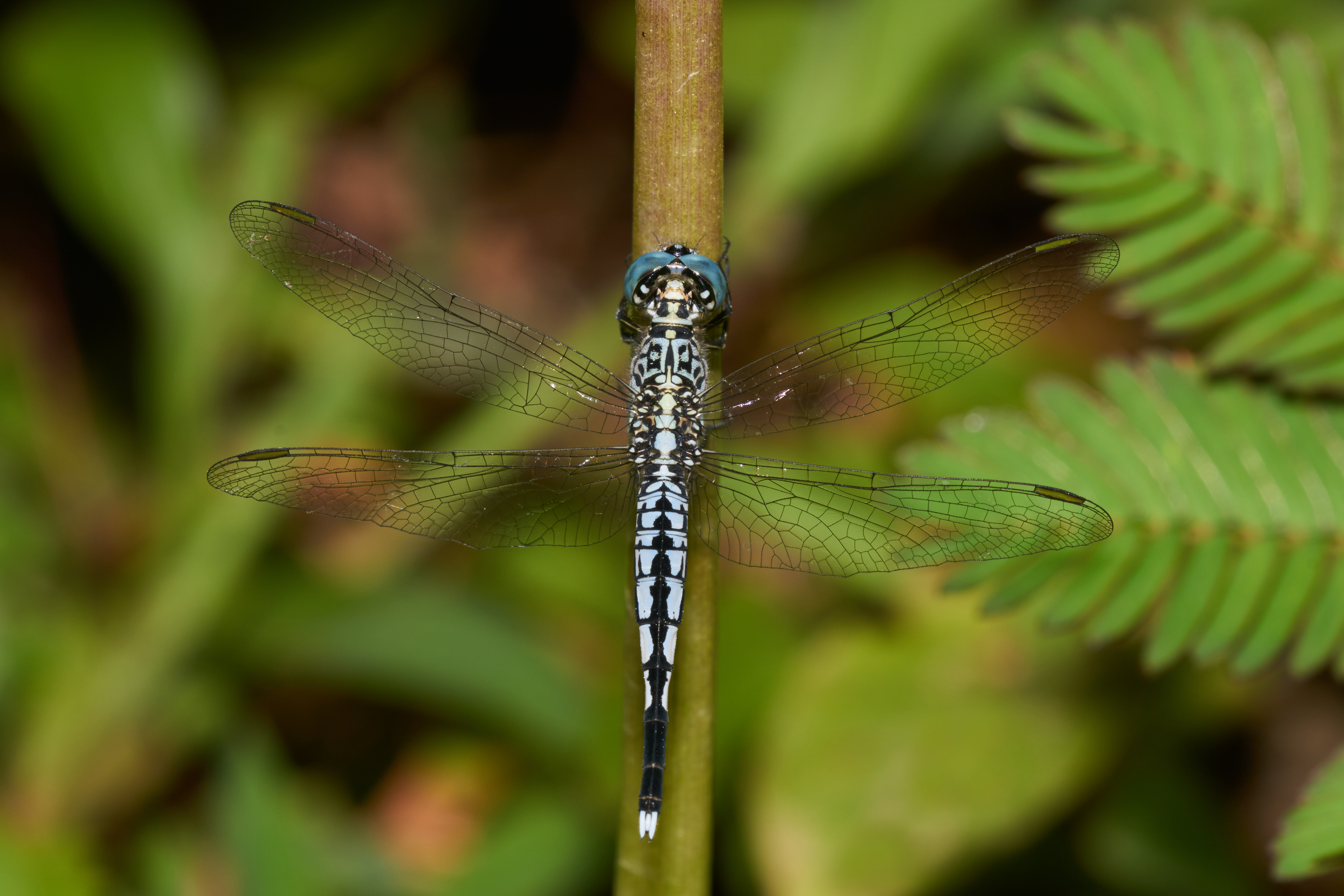
Acisoma panorpoides (Libelluloidea)
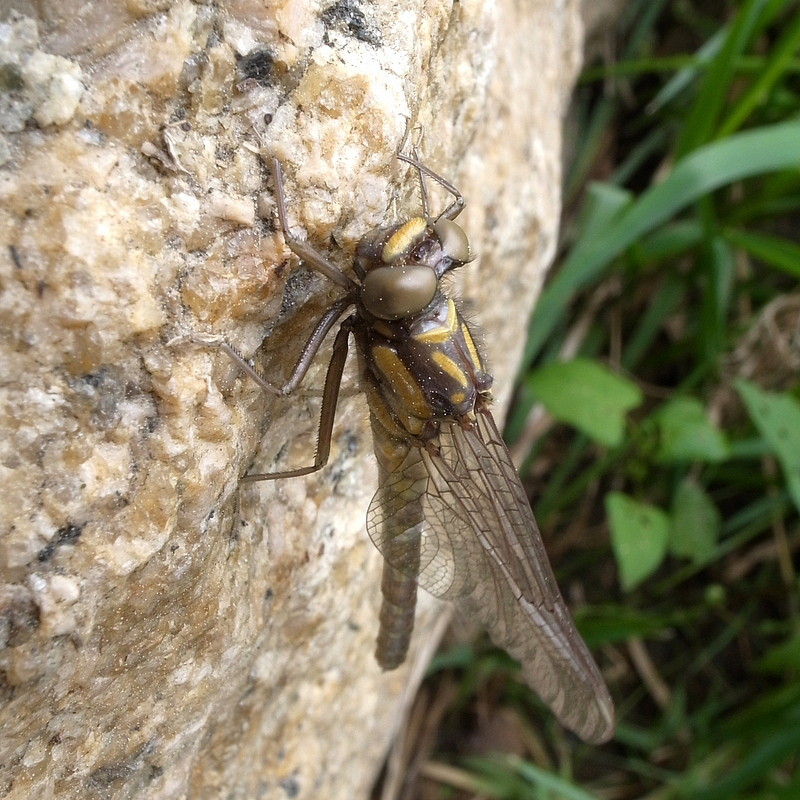
Epiophlebia superstes (Epiophlebioidea)
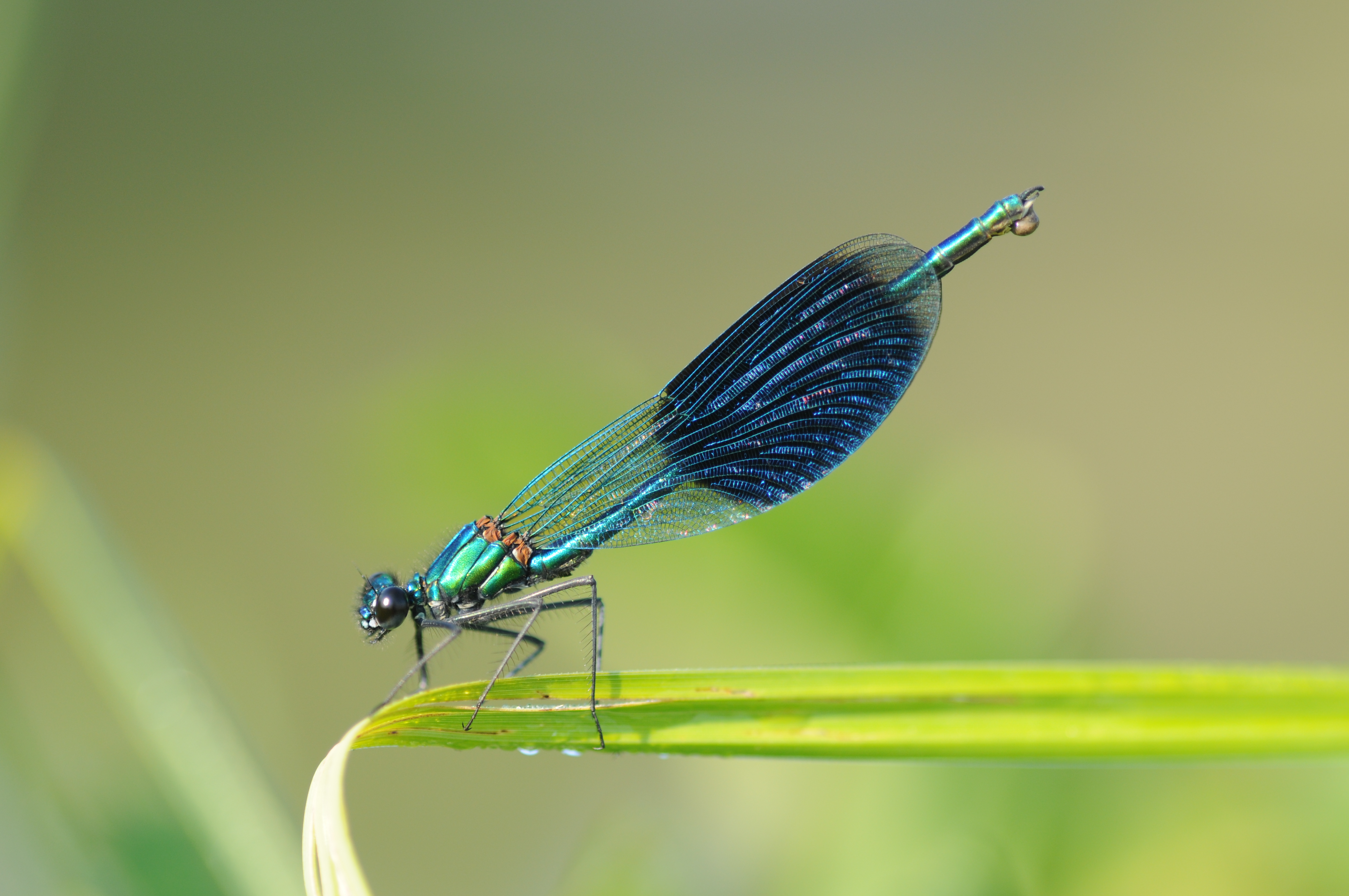
Calopteryx splendens (Calopterygoidea)
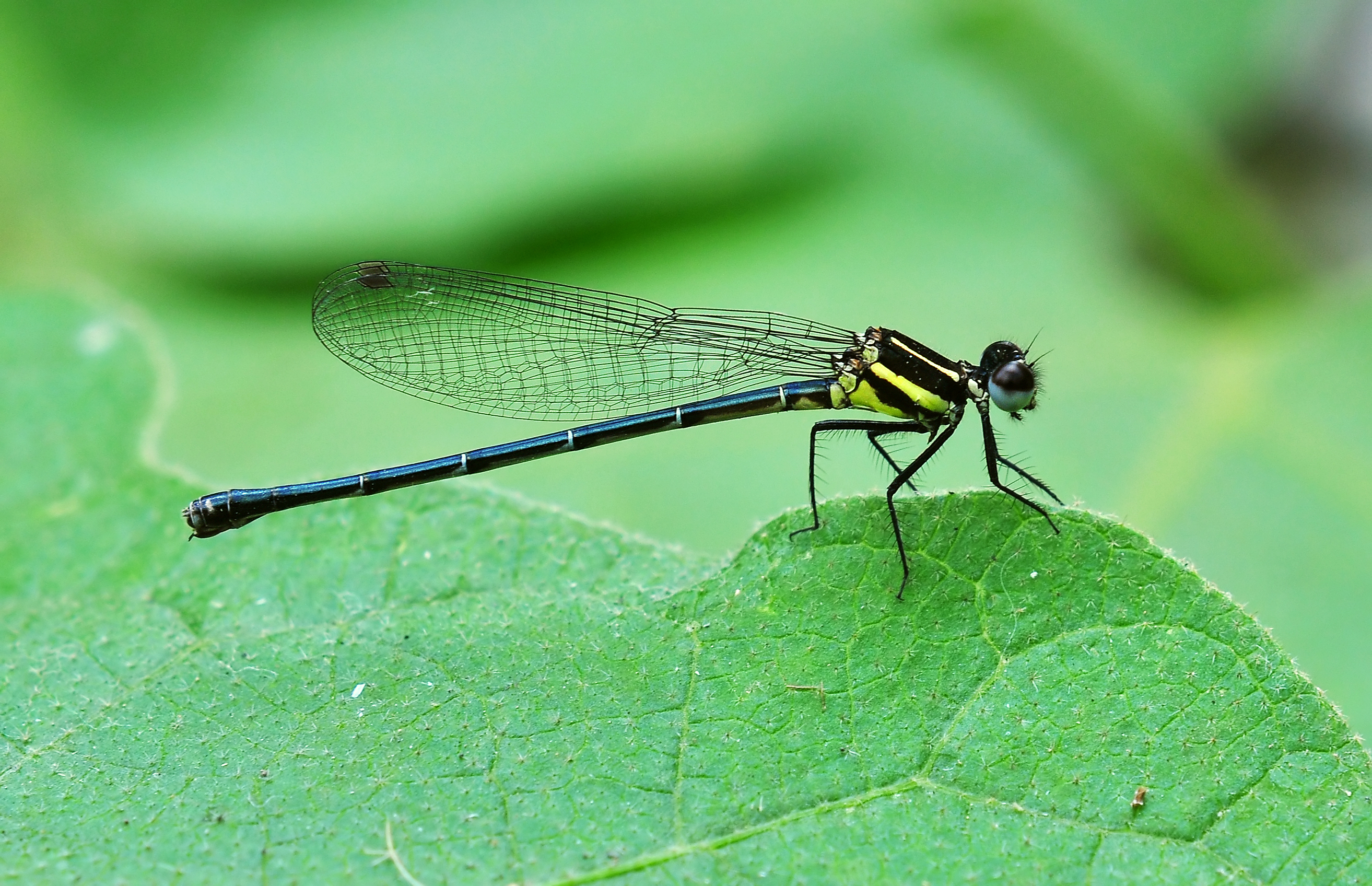
Onychargia atrocyana (Coenagrionoidea)
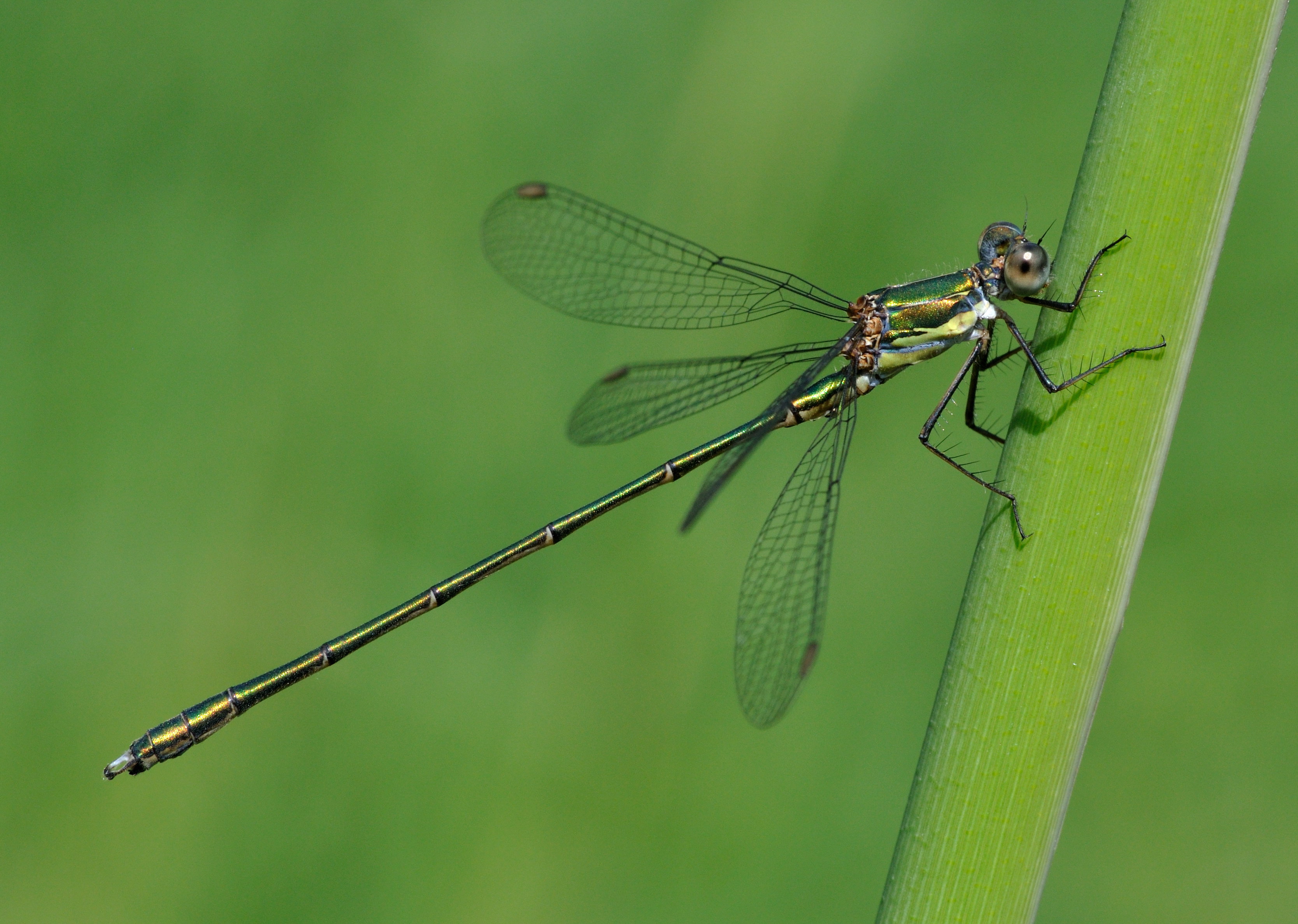
Chalcolestes viridis (Lestoidea)
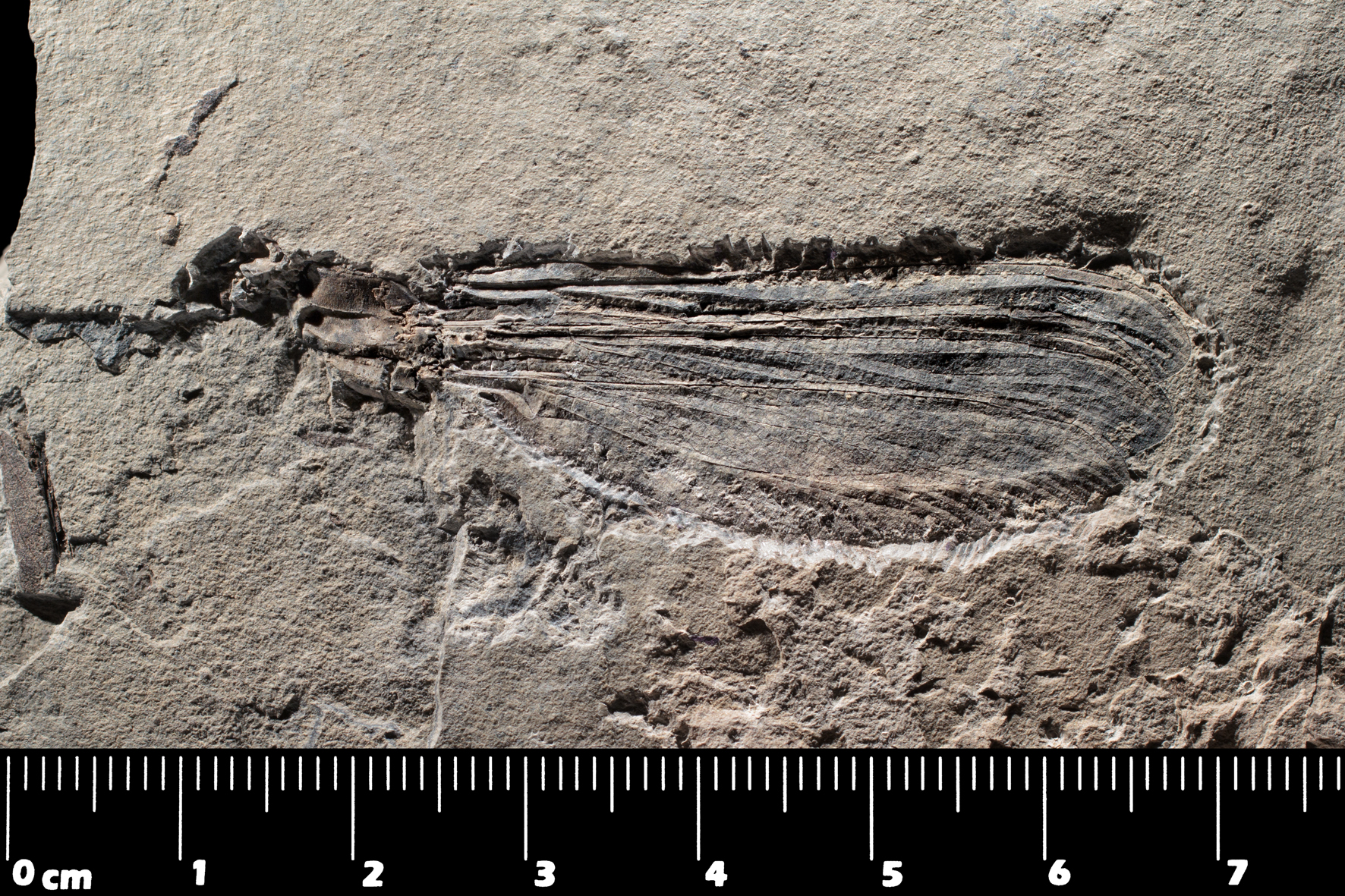
Stenolestes fischeri † (Sieblosiidae †)

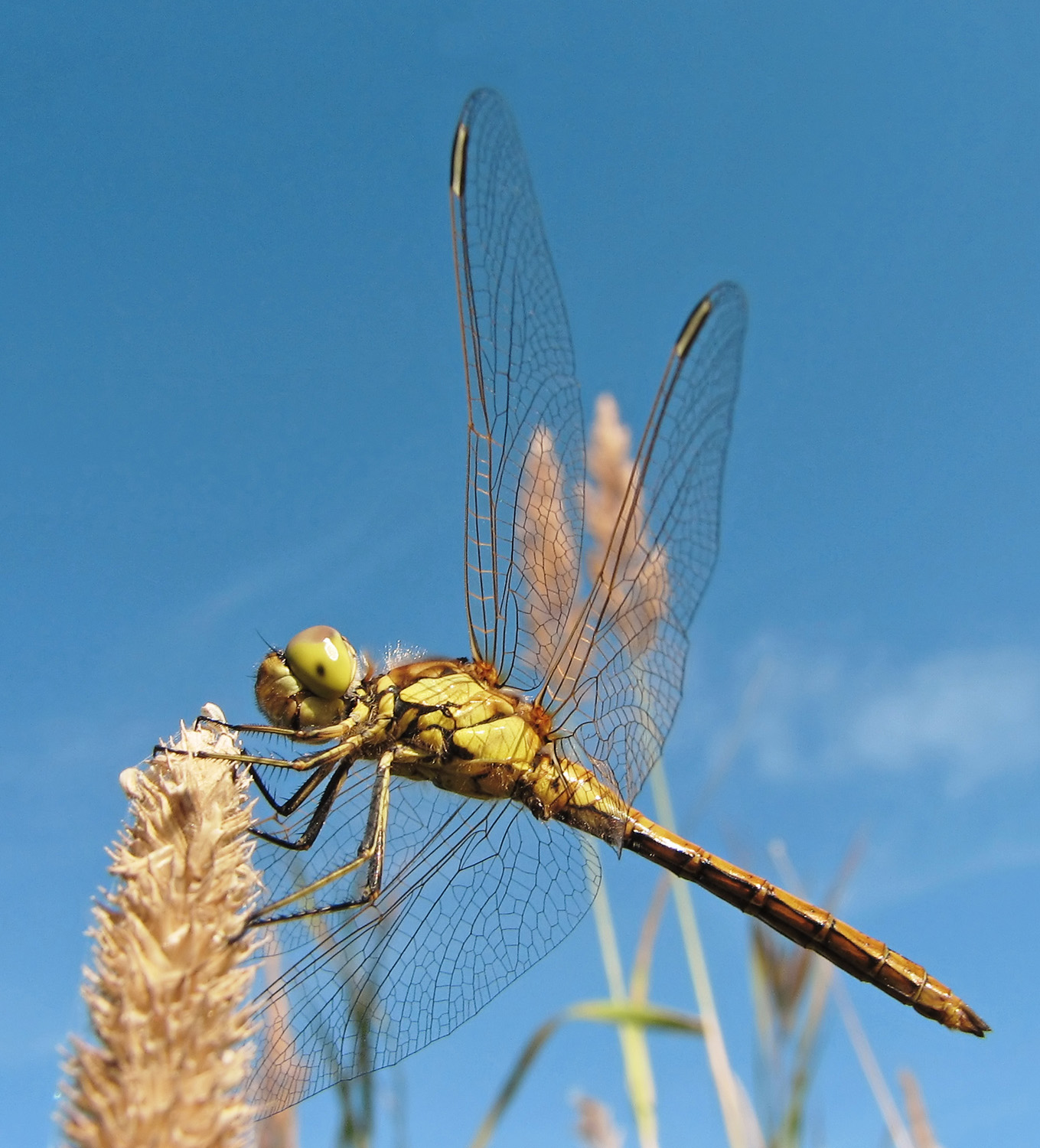
Sympetrum vulgatum (Libellulidae)
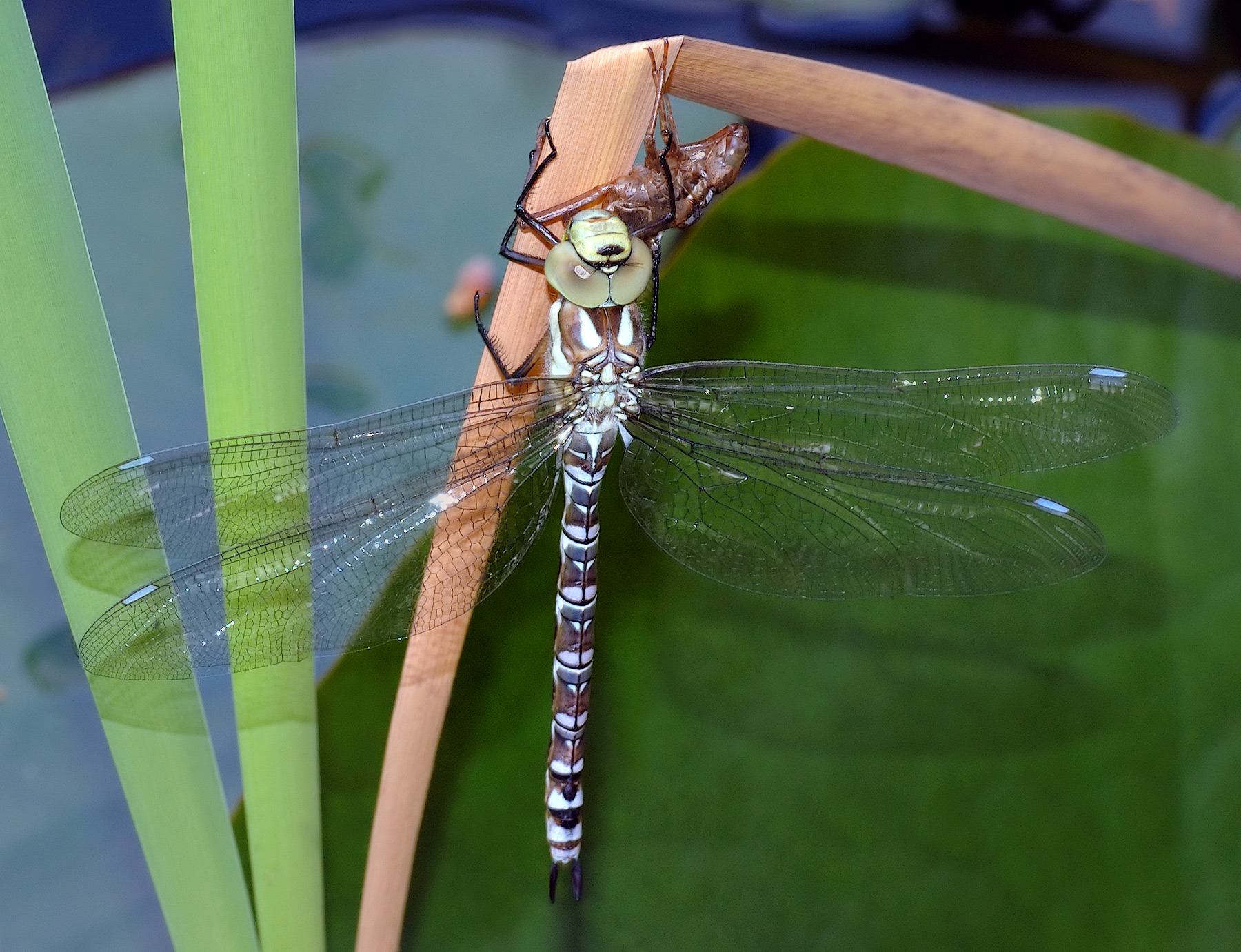
Aeshna cyanea (Libellulidae)
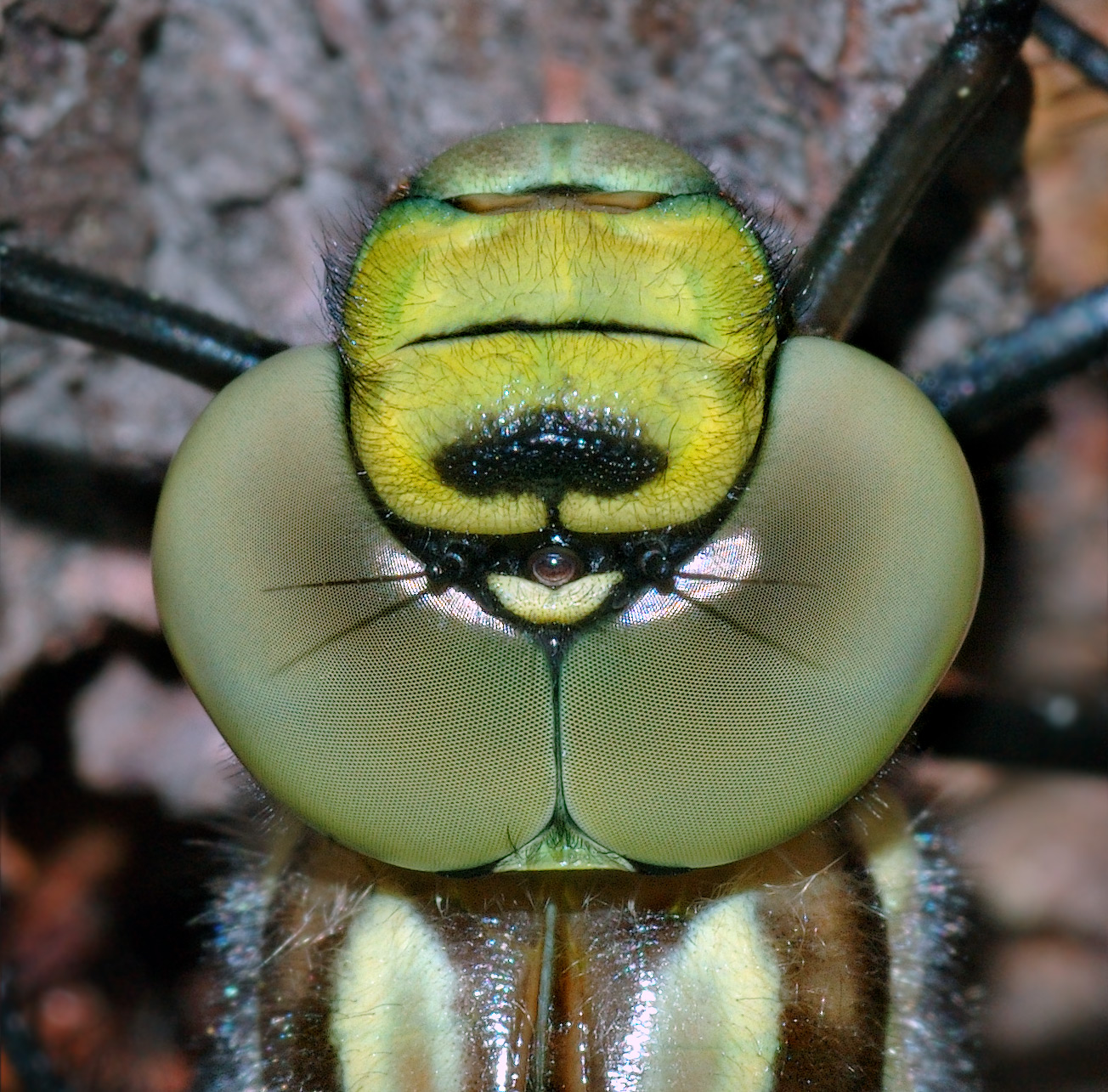
Aeshna cyanea (Libellulidae) : gros plan sur la tête
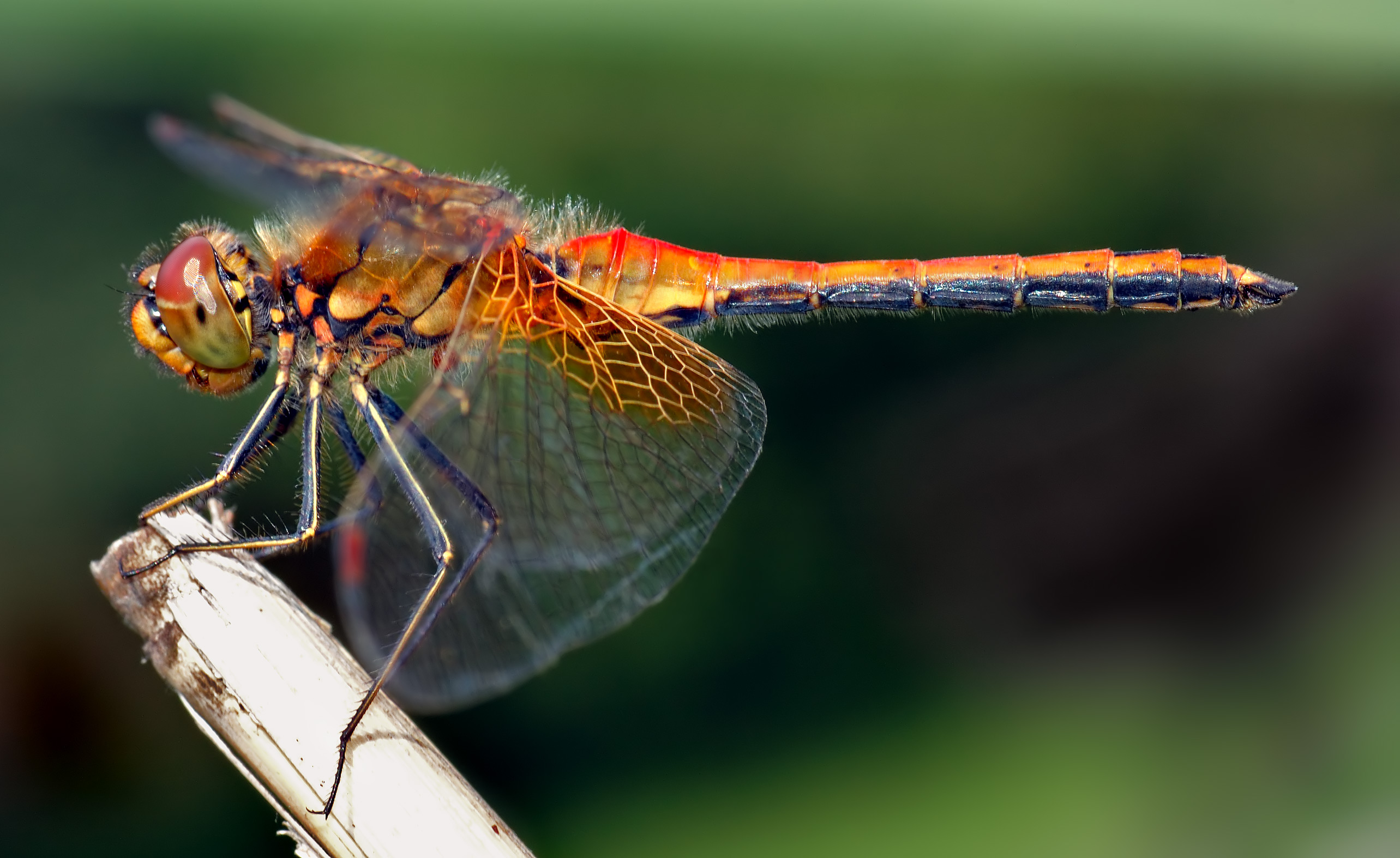
Sympetrum flaveolum (Libellulidae)
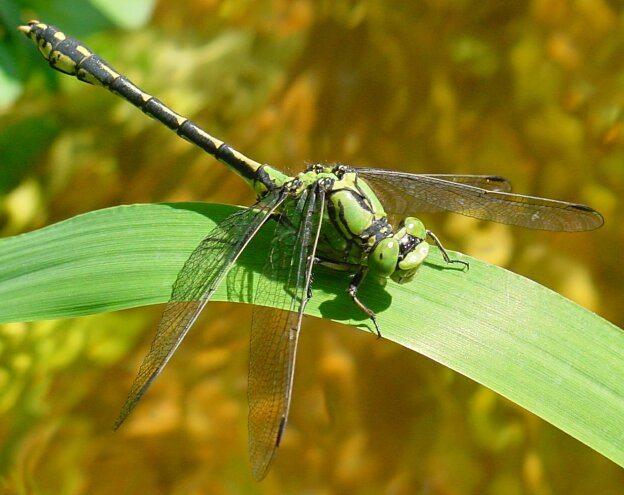
Gomphe serpentin (Libellulidae)
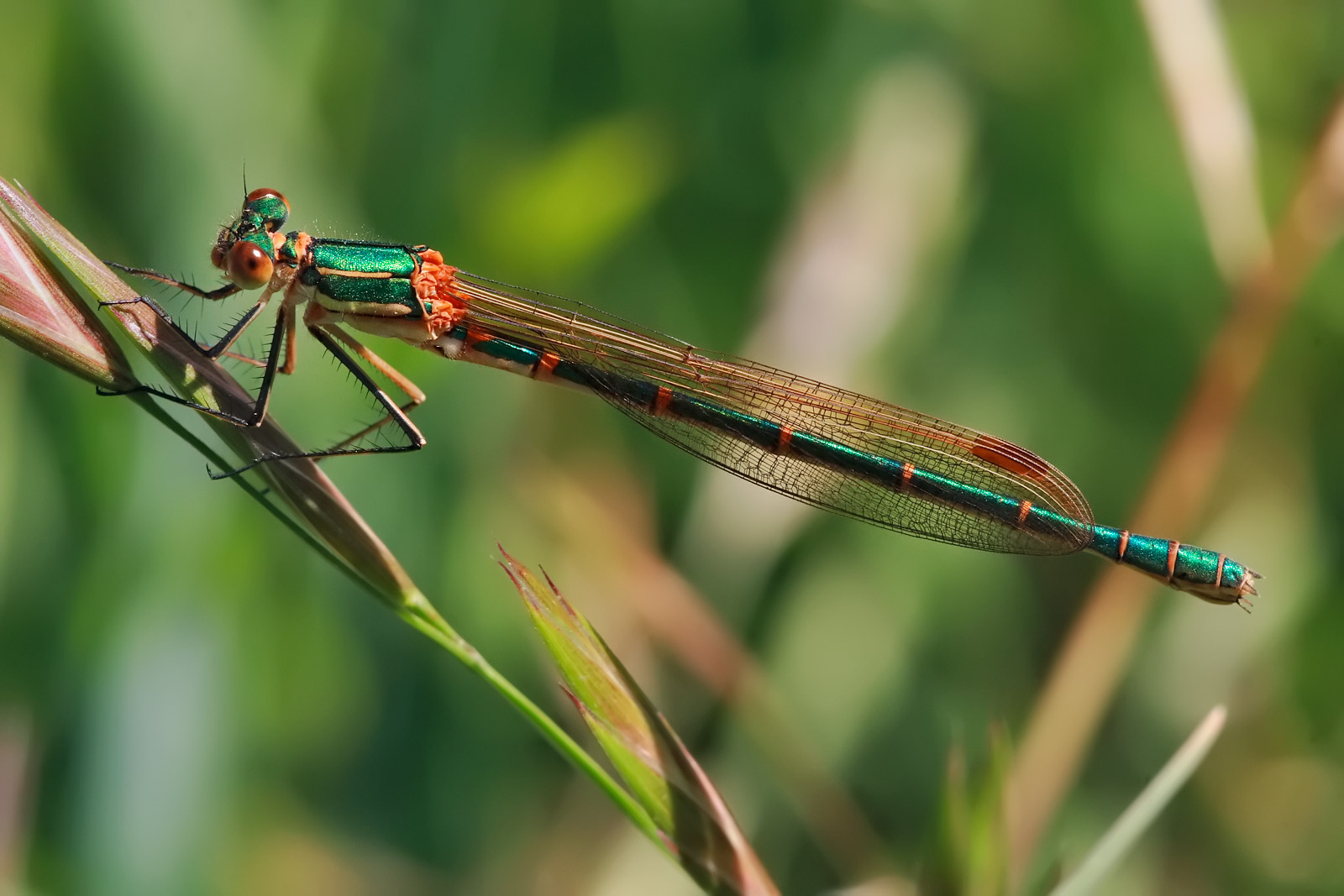
Austrolestes cingulatus (Lestidae)
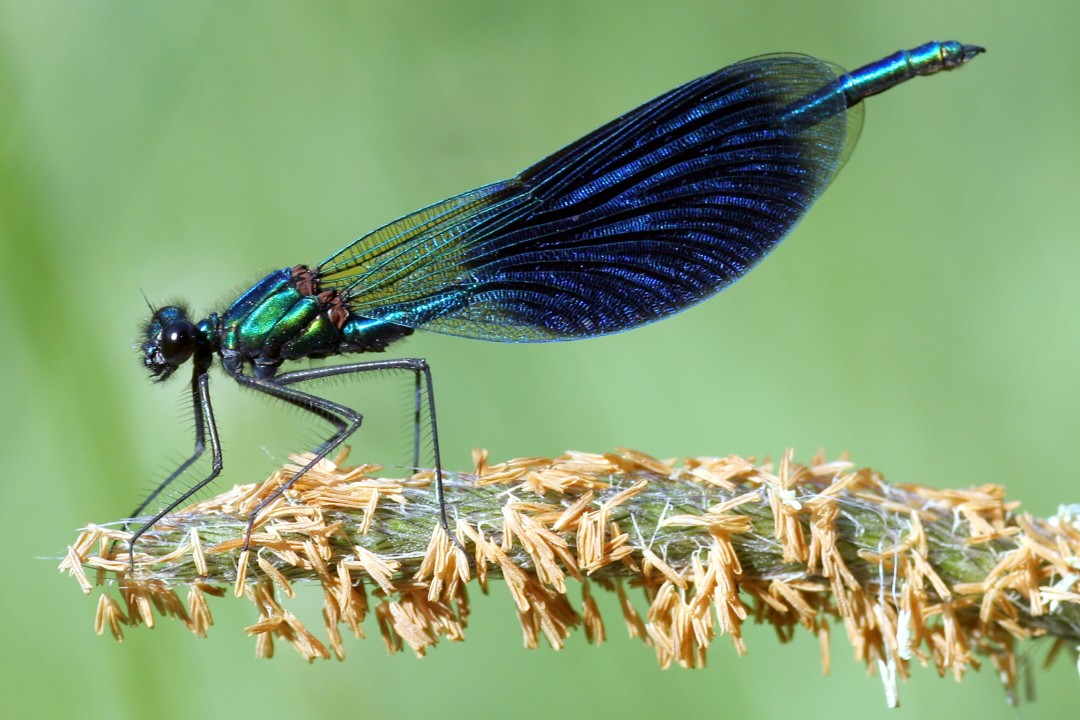
Calopteryx splendens (Calopterygidae)
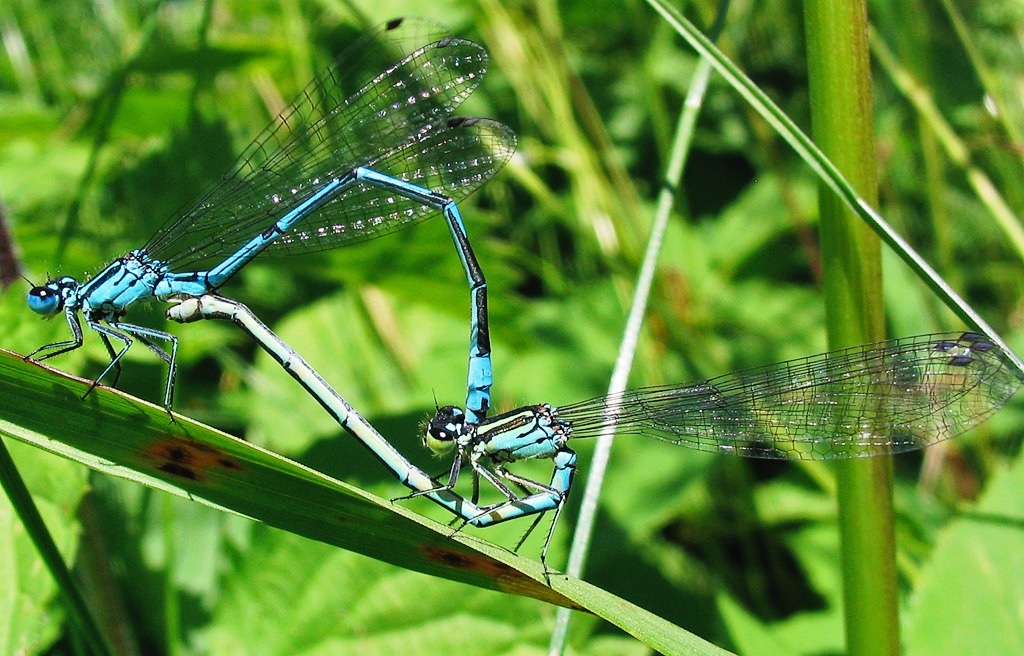
Coenagrion puella (Coenagrionidae)
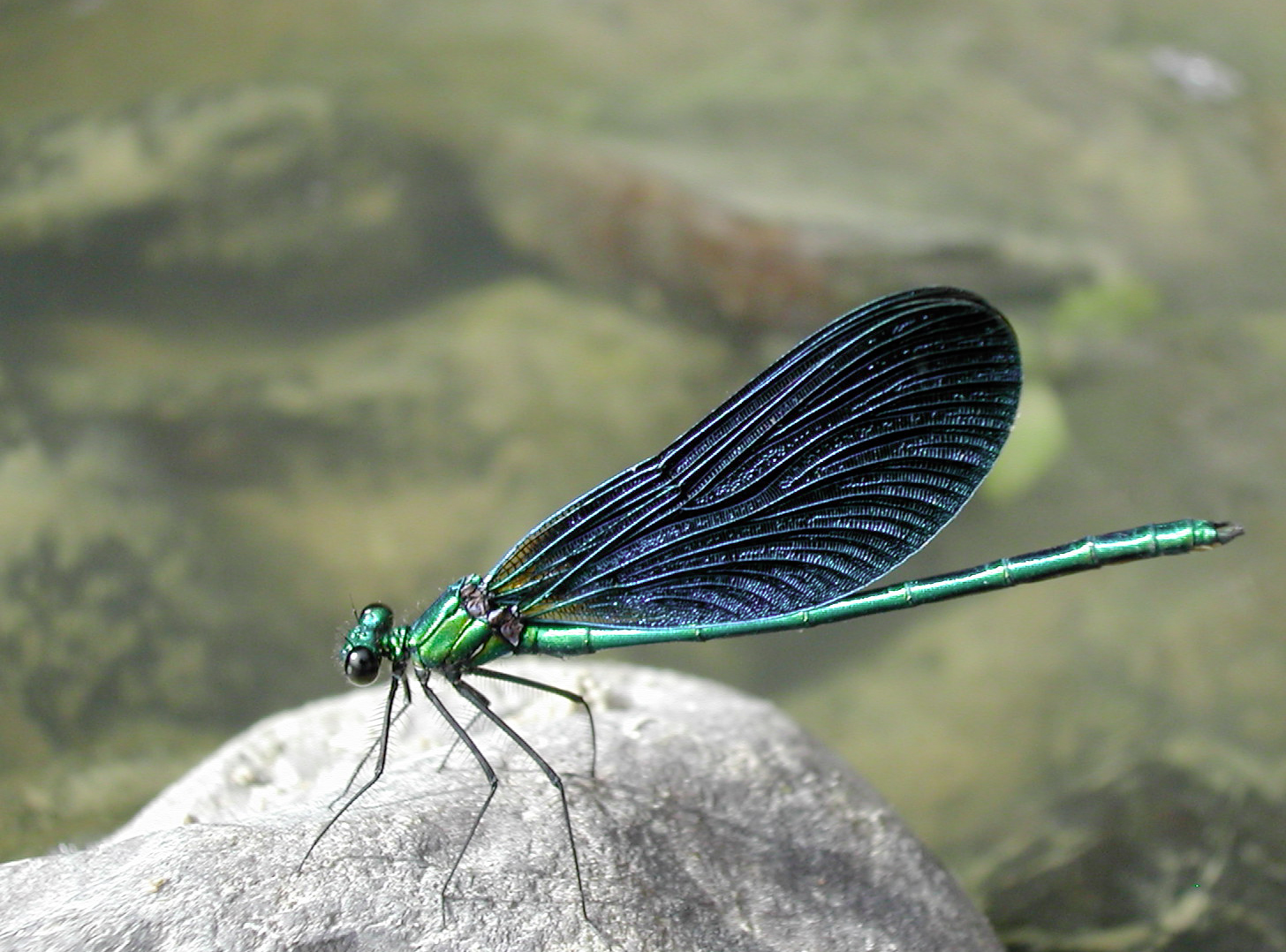
Calopteryx virgo (Calopterygidae)
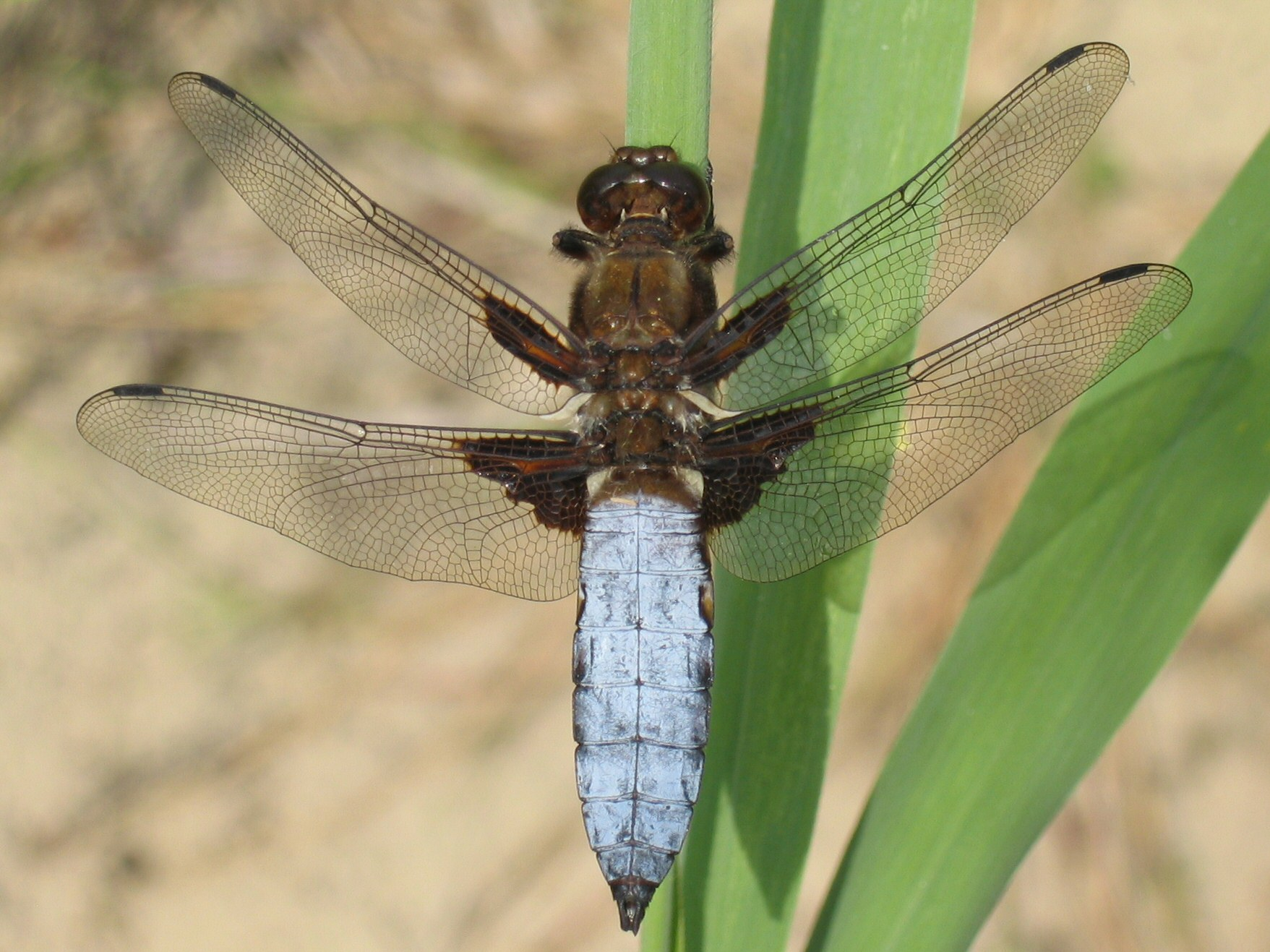
Libellula depressa (Libellulidae)

## En savoir plus